# Chorizanthe wheeleri
Chorizanthe wheeleri S.Watson – gatunek rośliny z rodziny rdestowatych (Polygonaceae Juss.). Występuje endemicznie w południowo-zachodnich Stanach Zjednoczonych, w Kalifornii, w archipelagu Channel Islands, na wyspach Santa Cruz i Santa Rosa. 

## Morfologia
PokrójRoślina jednoroczna dorastająca do 10–20 cm wysokości.
LiścieBlaszka liściowa liści odziomkowych jest omszona od spodu i ma kształt od eliptycznego do podłużnego. Mierzy 5–20 mm długości oraz 2–6 mm szerokości. Ogonek liściowy jest owłosiony i osiąga 5–30 mm długości.
KwiatyZebrane w wierzchotki jednoramienne, rozwijają się na szczytach pędów. Okwiat ma obły kształt i barwę od białej do różowej lub czerwonej, mierzy do 2–3 mm długości.
OwoceNiełupki o soczewkowatym kształcie, osiągają 2–3 mm długości.

## Biologia i ekologia
Rośnie w zaroślach oraz na terenach skalistych. Występuje na wysokości do 600 m n.p.m. Kwitnie od kwietnia do czerwca. 

## Ochrona
Chorizanthe wheeleri posiada status gatunku narażonego.